# クイズ悪魔のささやき
『クイズ悪魔のささやき』（クイズあくまのささやき）は、1994年5月11日から1996年5月8日までTBS系列局で放送されていたTBS製作のクイズ番組である。放送時間は毎週水曜 20:00 - 20:54 （日本標準時）。

## 概要
お金が必要な出場者がビンボー話をし、最高100万円の獲得を目指していた視聴者参加型番組。ここで言うビンボーとは「金銭が満たされない」という意味の他に「欲求が満たされない」という意味もある。例えば、1600万円の貯金があるのに、極度の貯金好きで生活費などで切り崩したくない、という参加動機の参加者もいた。TBS系列局が存在しない秋田県大館市からの出場者もいて、司会の古舘伊知郎から「秋田県にTBS系がないのに、どうやって（この番組を）知ったんですか？」と聞かれて「一部地域で映ってます」と説明していたこともある。
放送第1回の視聴率は12.9%とそこそこの結果であったが、それから2か月弱後の1994年6月22日に21.3%を記録。その後も番組は、15 - 16%の視聴率を安定して確保していた。
番組は、1996年5月8日放送の『クイズ悪魔のささやき・秋まで冬眠スペシャル!!』（視聴率16.2%）をもってレギュラー放送を終了した。最終回で「秋まで冬眠」と謳っていたとおり、番組は同年9月25日放送の特番で復活を果たした。さらに1997年1月8日放送の特番、2000年3月15日放送の『クイズ悪魔のささやき2000』と、3度復活放送を行った。

## 出演者

### 司会
- 和田アキ子
- 古舘伊知郎 - 出題も担当。

### その他の出演者
- 安斎勝洋（番組では「安斎さん」と表示） - 姓名判断・開運アドバイザー。
- 半戸敬志 - 出納係役。

## 番組の基本的な流れ
番組開始と同時に司会の古舘が「最初のビンボー人の方、せーの」と言った直後にドラの音が響き、和田と観客全員の「カモーン！」のコールで番組が始まる（このコールは2番目以降の出場者登場時も同じ）。オープニングは当時としては珍しくタイトルロゴが表示されるだけの簡素なもの。
まず「○○ビンボー」と銘打たれた出場者が「どうしてお金が必要なのか」のプレゼンをし、200人の観客に支持を求める。
最初のプレゼンの後、古舘・和田が出場者に質問するなどして話を聞き、数分間のトークが行われる。出場者はこのトークの中で賞金の必要性やプレゼンで話した趣味等に対する思いを説明し、観客に支持をもらえるようアピールする。ひとしきり話を聞いたところで古舘が「いかがなものか？」や「いかほどか？」と言いトークを終了し、観客に対し出場者へ共感・納得できたかトータライザーでの集計を行いクイズへ進む。
クイズは第1ステップと第2ステップに分かれており、以下のように進行する。

### 第1ステップ
- 第1ステップの賞金額は、観客が2人1組でトータライザーのボタンを持っており、観客100組のうち共感・納得してボタンを押した数×1万円となる。
  - クイズをクリアすると、トータライザーで決まった賞金を獲得。失敗で0円となる。
  - 第1ステップでトータライザーが100になり、クイズにクリアして第2ステップ成功の演出が出されて100万円獲得となった例が番組中1度だけあった。
  - トータライザーが0だった場合、その時点で失格（クイズに挑戦できない）となり、後述する安斎さんのアドバイスを聞くこともできない。
  - 1回トータライザーで金額が決まった後、特別な話やパフォーマンスで再び観客に金額を上げてもらうチャンスもあったが、1994年8月10日の放送以降行われていない。

### 第2ステップ
- 第1ステップに成功すると第2ステップに挑戦するかしないかを決める。
  - 第2ステップに挑戦してクイズをクリアすると、ファンファーレが鳴り響き、背景が赤バック・キャノン砲で大量の紙吹雪が舞い、第1ステップの賞金額にかかわらず100万円獲得。失敗すると賞金は0円になる。
  - 第2ステップに挑戦しない場合は、第1ステップで獲得した賞金を持ち帰ることができる。
- 成功・失敗にかかわらず、出場者には安斎さんの開運アドバイスと、番組特製の金の打ち出の小槌の開運お守り、2000年3月放送の「クイズ悪魔のささやき2000」では金のフクロウ（「不苦労」という意味）が贈られた。

なお、クイズシーンが省略されるダイジェストの場合もあり、結果は失敗、賞金獲得とまちまちであった。中には100万円獲得にもかかわらずダイジェストになったこともあった。番組の最後に、その週で獲得された賞金の総額が掲示される。最終回の最後では、番組全編を通して獲得された賞金の合計総額が掲示された。
1回の放送に出演する挑戦者は原則的には毎週8人。しかし、急遽出場者が増減する場合がよくあった。また、同じ放送日でも別日に収録した出場者が登場したり、雨傘番組として未放送分の出場者だけで放送を行った回もある。
出場者の中には「自分の趣味のための資金が欲しい」などといった私利私欲による自己中心的な動機で出場を決めた人など、明らかに観客の支持を得られなさそうな出場者が登場することがある。そのような出場者は第1ステップで得られる賞金も当然少なく、第2ステップにチャレンジする者がほとんどである。しかし、彼らは第2ステップをクリアして100万円を獲っても、祝福どころか「帰れ！帰れ！」というブーイングが起こることがあった。番組中、第1ステップの段階で観客の支持が0人で即失格となった者が2人いる。
一方、「重い病気を抱えていて高額の治療費が必要」などといった切実な理由の出場者もいる。そのような出場者は、第1ステップトータライザーで80から90前後の高い支持が得られ、第1ステップで成功すると、賞金が0円になってしまう可能性を恐れて第2ステップは辞退するのが常であったが、彼らはもれなく観客から祝福の拍手と励ましの声援を与えられた。なお、第1ステップのトータライザーで100が出てクイズも成功し、100万円を獲得した者が1人いた。

## クイズの種類
出題されるクイズはぶっつけ本番で、解答者はどんなクイズが出題されるか前もって知らされていない。
クイズ！ひとりにしないで
まずカンニング防止のヘッドホン付きシェードが天井から降りて来て、解答者はそれを装着させられ周囲の視界と音声を遮られる。次に200名の観客が起立して「○○といえば？」という質問の回答を紙に書く。古舘が観客の回答をチェックした後、解答者は古舘の合図で自分の回答を口頭で言う。解答者と同じ回答を書いた観客のみ残り（答えた回答が不正解でも、観客が書いていれば認められる）、それ以外の観客は座る。これを規定の問題数分だけ繰り返し、最終的に観客が1人でも残っていればクリア。第1ステップでは3問、第2ステップでは5問出題される。会場の観客の大多数が書くであろう一般的な回答を予想する常識力を必要とする。
例：「冬のスポーツといえば？」「好きな曜日といえば？」「今年結婚した女性タレントといえば？」など。
クイズ！パニック野郎
指定された2、3文字で終わる言葉を答える。演出として、古館と観客が「5・4・3・2・1!」とカウントダウンした後に出題する。実在するかどうか分からない言葉を解答者が言った場合には審議となり、実在が確認されれば正解になるが、実在しない言葉と判断された場合は正解にならない。20秒以内に正解を5個答えることができればクリア（審議にかかる時間は含まない）。瞬時の発想とボキャブラリーを必要とする。
例：最後に「ぼう」が付く言葉…赤ん坊・細胞・消防・綿棒・用心棒など。
広辞苑クイズ
古舘が広辞苑の中に載っている言葉の意味を読み上げ、解答者はその意味が表す言葉を答える。なお、出題の際には実際の広辞苑を使うため、開いたページの厚さから、大まかではあるが何行の言葉が出されるか予測することも可能。1問も間違えずに3問連続正解すればクリア。意味から言葉を導き出す想像力を必要とする。
最後の一葉
一問多答クイズを出題。まずアシスタントが正解数と同じ数の風船を持って解答者の背後に立ち、問題テーマの発表後、解答者が10秒間のシンキングタイムで答えを思い出す。その後、古舘が問題の答えを1つ残して全て読み上げる。その際、別のアシスタントが古舘の読み上げに合わせて風船を1個ずつ割っていく。最後に、古舘が言わなかった残り1つの解答を答えられたらクリア。出題されるテーマについての知識が必要である上、風船の破裂音や衝撃に耐える集中力も必要とする。
例：50音のあ段の文字、黄道十二宮の星座、名前に「山」が付く都道府県、SMAPのメンバー、日本人のノーベル賞受賞者など。
ピークイズ
ある物についての街頭インタビューVTRが流され、何について聞いているかは「ピー」音で伏せられる。インタビューVTRのコメントをヒントに、何についてのインタビューかを当てることができればクリア。想像力を必要とする。
記憶力クイズ
まず1分半から2分程度の問題VTRが1度だけ流され、解答者はその内容を記憶する。その後、VTRの内容に関する問題が出題される。7問中5問正解できればクリアで、3問間違えると失格になる。タイトル通り記憶力を必要とする。
クイズ！中に入れてよ
ある言葉の指定された間に別の文字を1つ入れ、意味の通じる言葉を作る。正解や分からない場合のパスで次の問題に移る。実在するかどうか分からない言葉を解答者が言った場合は審議となり、実在が確認されれば正解になるが、実在しない言葉と判断された場合は正解にならない。30秒以内に5問正解すればクリア（審議にかかる時間は含まない）。瞬時の発想とボキャブラリーを必要とする。
例：「た〇こ」（実際は文字と文字との間に矢印が出される）…「たいこ」「たばこ」「たらこ」など。
古今東西NGワード
古今東西の答えを、設定された2個のNGワード（使ってはいけない文字）を避けて解答する。20秒以内に3個正解でクリアだがお題に含まれていない言葉や、NGワードを含む言葉を言うとその時点で失格になる（2個のNGワードのうち1個でも含まれていれば失格）。知識とNGワードを避ける判断力を必要とする。
例：古今東西「ヨーロッパの国の名前」。NGワードは「い」と「す」。…「い」または「す」を含まないオランダ・ギリシア・ベルギー・デンマーク・ノルウェー・ポルトガルなど。逆に、「い」または「す」を含むイギリス・ドイツ・フランス・イタリア・スペイン・スイスなどはNG。
クイズ！6面キューブ
スタジオの天井から解答者の頭上に、1面に1文字ずつひらがな、又はカタカナの書かれた大きなキューブが落下。解答者はそのキューブをキャッチ、キューブの6面に書かれている文字を確認し、文字を余らせることなく並べ替えて6文字の言葉を答える。視聴者には、画面右下にCGで解答者と同じキューブが回転されながら出される。頭の回転の速さを必要とする。30秒以内に2問正解でクリア。
例：「しんかんせん」「カレーライス」など。
まぬけクイズ
古舘が4文字の言葉の各文字の後ろに「ま」を付けた言葉を読み上げ、解答者はその中から「ま」だけを抜いて正解の4文字を答える。ひらめきと瞬時に邪魔な文字を除く判断力を必要とする。30秒以内に2問正解でクリア。
例：「たまこまやまきま」→「たこやき」など。
クイズ！すえひろがり しりとり
古舘からお題の1文字が出され、解答者は前の言葉より1文字以上多い言葉でしりとりをする。15秒以内（後に20秒。30秒の回もあった）に言葉を3つ繋げることができればクリア。しりとりなので「ん」のつく言葉を言ってはダメだが、最後の3つ目の言葉に「ん」がついても失格。また「それで？」等の接続詞を使っても失格。ボキャブラリーを必要とする。
例：「い」→「いぬ」（2文字）→「ぬりえ」（3文字）→「えんそく」（4文字）など。
即答二択クイズ
出題された人物が男か女か、回文が読めるか読めないか等の2択問題を即答で答える。7問中5問正解でクリア、3問不正解で失格。瞬時の判断力を必要とする。
ランキング二択クイズ
あるランキングのベストテンの5位、もしくは6位が発表され、古舘から出される項目がそれよりも上位か下位かを当てる。7問中5問正解でクリア、3問不正解で失格｡知識と推理力を必要とする。
ステレオクイズ
オペラ歌手の格好をした3人の出題者が解答者の後ろの台に立ち、3人の出題者が一斉にそれぞれ違う問題文を読み上げる。問題読み上げは2回までで、解答者は3つの問題のうち2つ答えることができればクリア。知識と問題文を聞き取る集中力を必要とするが、あまりの難易度の高さからか1回のみで終了した。

## エンディングテーマ
- 和田アキ子「やじろべえ」

## スタッフ

### 通常版
- 構成：福岡秀広、岩崎元哉、野尻靖之、荒木美子、冨永一郎、亀田万寿夫（以前は問題作成）、村田勢津子 / 秋元康
- 問題作成：大野泰平、荒川慎司、白川幸洋、竹内きよのり、田代一郎、三浦昭彦、山名宏和、木野聡
- ナレーター：野田圭一
- 技術：佐藤陽士、佐々木常夫
- VE：高木敏之、浅利敏夫、八木真、高松央、長谷川晃司
- カメラ：中野慎悟、川井由紀男
- 音声：柳沢任広
- 照明：田中浩征、鈴木隆男、伊藤雄介
- 効果選曲：山田弘実
- 編集：青沼邦治、山内祥弘、原康子
- MA：上村清
- 美術プロデューサー：中嶋美津夫、河瀬洋男
- 美術デザイン：伊藤隆（以前は美術制作）、橘野永
- 美術制作：丸山覚
- 装置：遠藤元春、鈴出延宏、渡辺通泰、鎌倉正
- メカシステム：成田仁、大谷圭一
- 装飾：加藤秀喜
- 電飾：近藤明博、長谷川潤、前川和輝
- メイク：アートメイク・トキ
- 特殊道具：佐藤政仁
- 特殊小道具：岩本浩二
- CG：石川賢、長沼孝仁
- キャラクターデザイン：エサカ・マサミ
- AD：大山小百合、谷田貝義行、関根明一、中川真一、高橋和博、山本一雄（CG兼務）、日山裕文
- TK：葛貫明子、岩橋千枝、岸田純子
- 取材ディレクター：小山由晴、斯波豊、宮島将志
- ディレクター：加藤嘉一、小笠原知宏、十二竜也、田澤保之、片山剛、津留正明、四宮義之（以前は取材ディレクター）
- 演出：上記のディレクターが毎回1-2名交代で担当
- プロデューサー：田代冬彦、三角英一、岩村隆史（以前はディレクター）
- 製作著作：TBS

### 2000年版
- 構成：福岡秀広、岩崎元哉、野尻靖之、荒木美子、冨永一郎 / 秋元康
- 問題作成：白川幸洋、竹内きよのり、田代一郎、三浦昭彦、山名宏和
- ナレーター：野田圭一
- 技術：藤田徹也
- VE：高橋康弘
- カメラ：川井由紀男
- 音声：原田光
- 照明：鹿島雄司
- 音効：山田弘実
- 編集：山内祥弘、米山美由紀
- MA：上村清、長谷雄智宏
- 美術プロデューサー：丸山覚、伊藤隆
- 美術制作：清水久
- 装置：高久正夫、坂上好明
- メカシステム：大谷圭一
- 電飾：長谷川潤
- 装飾：加藤秀喜
- 特殊装置：春日公一
- 持道具：貞中照美
- 衣裳：軽石真央
- CGデザイン：PDトウキョウ
- キャラクターデザイン：エサカ・マサミ
- AD：中川真一
- TK：岸田純子
- VTRクイズディレクター：森一文、三島圭太
- ディレクター：四宮義之
- プロデューサー・演出：岩村隆史
- 制作：田代冬彦（初代プロデューサー）
- 製作著作：TBS